# Au cœur du cosmos
Au cœur du cosmos, ou Merveilles de l'Univers (Wonders of the Universe) est une série télévisée en quatre émissions de 59 minutes coproduite en 2011 par la BBC et Discovery Channel. Elle est présentée en version originale par le physicien et professeur Brian Cox. Cette série a été diffusée pour la première fois au Royaume-Uni sur BBC Two à partir du 6 mars 2011.

## Synopsis
La série comprend quatre épisodes, dont chacun se concentre sur un aspect ou un concept en relation avec le cosmos. Au cœur du cosmos est en fait la suite de la série : Merveilles du système solaire (en) (2010) de Cox et de la BBC.

## Distribution
- Brian Cox (V.F.: Stéphane Ronchewski) : présentateur
- Steven Mackintosh : narrateur

## Accroche
« Pourquoi sommes-nous sur terre? D’où venons-nous? Depuis toujours, l’homme cherche des réponses à ces questions.
Nous avons reconstitué notre arbre généalogique, jusqu’à l’aube de l’humanité, mais notre histoire est bien plus ancienne. Elle remonte au début de l’univers, il y a 13 milliards 700 millions d’années. Le cosmos compte une infinité d’étoiles et de galaxie. Il renferme d’innombrables merveilles.
Nous faisons partie de cet Univers. Cette histoire est donc aussi la nôtre. »

— Brian Cox, Narration d'ouverture

## Épisodes

### 1.Au fil du temps
Dans le premier épisode, Cox s'intéresse à la nature du temps. Il explore les cycles du temps qui définissent les conditions de vie des êtres humains sur Terre, et les compare aux cycles du temps à l'échelle cosmique. Cox aborde également la Deuxième loi de la thermodynamique et ses effets sur le temps, ainsi que la mort thermique de l'univers.

### 2.Poussières d'étoiles
Dans cet épisode, Cox examine les éléments qui constitue tous les êtres vivants, dont les humains. Il explore la création de l'univers et les origines de l'humanité, en remontant très loin dans le temps afin d'observer le processus de l'évolution stellaire. Il explique comment ces éléments de base sont liés aux cycles de vie des étoiles et le recyclage de la matière dans l'Univers.

### 3.Irrésistible attraction
Cet épisode montre l'effet de la gravité sur l'univers. Nous voyons aussi comment la gravité d'une étoile à neutrons fonctionne. Enfin, il y a un regard rétrospectif sur la façon dont la recherche sur la gravité nous a permis de mieux comprendre le cosmos.

### 4.Retour aux origines
Le dernier épisode montre comment les propriétés uniques de la lumière donnent un aperçu sur les origines et le développement de l'humanité et de l'univers. Cox montre comment la vitesse de la lumière permet aux scientifiques de mesurer la distance et le temps à l'aide d'un avion de chasse qu'il utilise pour briser le mur du son.